# Batt Reef
Batt Reef är ett rev på Stora barriärrevet i Australien.   Det ligger 30 km nordost om Port Douglas i regionen Cairns och delstaten Queensland.
Steve Irwin, känd som Krokodiljägaren, omkom här vid en olycka den 4 september 2006.